# Marcus Mokaké
Marcus Mokaké est un footballeur franco-camerounais  né le 30 novembre 1981 à Limbé. Il a longtemps évolué au poste de milieu offensif au CS Sedan-Ardennes.

## Caractéristiques du joueur
Grâce à sa petite taille (1,68 m), son centre de gravité est assez bas. Sa capacité à jouer en déviation et à une touche de balle sont ses principales qualités. Joueur très technique, il couvre bien son ballon et se distingue par sa musculature imposante.

## Parcours en club
Après avoir participé au tournoi organisé par les Brasseries du Cameroun, il entre dans leur équipe de football basée à Douala. Il passe ensuite, en 1995, au Tiko United avant de finir sa formation au Fovu Baham, et d'y intégrer l'équipe première en 1999.
Il passe trois années fastes dans ce club où il est élu meilleur joueur du championnat camerounais en 1999 puis deuxième meilleur joueur en 2001. Il gagne également la Coupe du Cameroun en 2001.
Il est transféré au Canon Yaoundé en 2002, où il remportera pour la seconde fois de sa carrière le titre de meilleur joueur du championnat camerounais en 2003.
En janvier 2004, il part en France et s'engage avec le CS Sedan-Ardennes avec qui il a notamment disputé la finale de la Coupe de France en 2005.
Il est depuis resté fidèle au club ardennais, ce qui en fait un des chouchous des supporters. Le 30 janvier 2010, il joue son 200e match sous le maillot sedanais contre Clermont, et inscrit même un doublé pour une victoire 3-0 de son équipe.
Durant la saison 2018-2019, il rejoint la modeste équipe d'Ethe-Belmont en division provinciale belge pour la seconde partie de saison où son association à Attu lui fait retrouver les sensations d'antant.

## Carrière
| Saison            | Club                 | Pays      | Division | Matchs | Buts |
| ----------------- | -------------------- | --------- | -------- | ------ | ---- |
| 2000              | Fovu Baham           | Cameroun  | 1        | ?      | ?    |
| 2001              | Fovu Baham           | Cameroun  | 1        | ?      | ?    |
| 2002              | Fovu Baham           | Cameroun  | 1        | ?      | ?    |
| 2003              | Canon Yaoundé        | Cameroun  | 1        | ?      | ?    |
| 2003-janvier 2004 | Canon Yaoundé        | Cameroun  | 1        | ?      | ?    |
| janvier 2004-2004 | CS Sedan-Ardennes    | France    | 2        | 24     | 5    |
| 2004-2005         | CS Sedan-Ardennes    | France    | 2        | 30     | 8    |
| 2005-2006         | CS Sedan-Ardennes    | France    | 2        | 33     | 5    |
| 2006-2007         | CS Sedan-Ardennes    | France    | 1        | 37     | 7    |
| 2007-2008         | CS Sedan-Ardennes    | France    | 2        | 32     | 7    |
| 2008-2009         | CS Sedan-Ardennes    | France    | 2        | 33     | 9    |
| 2009-2010         | CS Sedan-Ardennes    | France    | 2        | 34     | 10   |
| 2010-2011         | CS Sedan-Ardennes    | France    | 2        | 34     | 8    |
| 2012-2013         | Pierikos Katerini    | Grèce     | 2        | 17     | 5    |
| 2012-2013         | AO Kavala            | Grèce     | 2        | 13     | 1    |
| 2013-2014         | PAE Veria            | Grèce     | 2        | 9      | 0    |
| 2013-2014         | PAS Lamia            | Grèce     | 2        | ?      | ?    |
| 2014-2015         | Persebaya Surabaya   | Indonésie | 1        | 1      | 0    |
| 2016-2017         | AS Prix-lès-Mézières | France    | 5        | 26     | 9    |
| 2017-février 2018 | AS Prix-lès-Mézières | France    | 5        | 7      | 0    |
| janvier 2019-2019 | RUS Ethe-Belmont     | Belgique  | 6        | ?      | ?    |

## Palmarès
- Meilleur joueur du Championnat du Cameroun de football avec Fovu Baham en 1999.
- Deuxième meilleur joueur du Championnat du Cameroun de football avec Fovu Baham en 2001.
- Vainqueur de la Coupe du Cameroun de football avec Fovu Baham en 2001.
- Vainqueur des Jeux africains avec l'Équipe olympique du Cameroun en 2003.
- Meilleur buteur des Jeux africains avec l'Équipe olympique du Cameroun (4 buts) en 2003.
- Meilleur joueur du Championnat du Cameroun de football avec Canon Yaounde en 2003.
- Finaliste de la Coupe de France avec le CS Sedan-Ardennes en 2005.